# Неметропольное графство (Англия)

Неметропольные графства Англии

Неметропо́льное гра́фство — административная единица уровня графства в Англии. Число жителей находится в пределах от 300 тысяч до 1,4 миллиона человек. Многие неметропольные графства называются так же, как и исторические. Кроме того названия многих неметропольных графств содержат суффикс «шир», например, Стаффордшир, Хэмпшир.
До 1974 года региональное управление в Англии было разделено между городскими округами (наиболее крупные города страны) и административными округами, которые делились на самоуправляемые районы городов, городские округа и сельские округа. Закон о региональном управлении 1972 года разделил всю территорию Англии, кроме Лондона и ещё 6 крупных городских агломераций, на 39 неметропольных графств, каждое из которых включало в себя от двух до четырнадцати неметропольных районов.